# Günter Deckert (Nordischer Kombinierer)
Günter Deckert (* 14. September 1950 in Ehrenfriedersdorf; † 24. November 2005 in Jahnsbach) war ein deutscher Nordischer Kombinierer.
Deckert galt in der ersten Hälfte der 1970er Jahre als einer der weltweit besten Nordischen Kombinierer. Seinen ersten internationalen Erfolg feierte er 1970, als er bei der Nordischen Junioren-Europameisterschaft in Gosau den Titel gewann. Zwei Jahre später reiste er als Mitfavorit zu den Olympischen Spielen nach Sapporo. Ein Sturz beim Skispringen beendete jedoch alle Medaillenhoffnungen. Deckert belegte am Ende den neunten Rang.
1974 gelang ihm bei der Nordischen Skiweltmeisterschaft in Falun der größte Erfolg seiner Karriere. Hinter seinem Landsmann Ulrich Wehling gewann er in der Nordischen Kombination die Silbermedaille. Im selben Jahr errang er bei den DDR-Landesmeisterschaften hinter Bernd Zimmermann den zweiten Platz. 1976 trat Deckert in Innsbruck noch einmal bei den Olympischen Spielen an und wurde 13.
Nach seiner aktiven Laufbahn war er als Nachwuchstrainer tätig. Zuletzt lebte er zurückgezogen in Ehrenfriedersdorf. Günter Deckert starb am 24. November 2005 im Alter von 55 Jahren.